# 華爾街見聞
華爾街見聞是中國的一家商业和金融信息提供商，由吳曉鵬於2010年11月於美國紐約成立，2013年於上海開始營運。儘管名稱相似，但與《華爾街日報》並沒有關係。

## 歷史
華爾街見聞於2010年11月由吳曉鵬在美國紐約創辦，最初為個人博客。創始人吳曉鵬曾常駐華爾街。2013年5月，網站創始團隊回到中國並在上海註冊。
2013-2014年，獲得中國平安集團及海通證券旗下投資基金等機構投資。2016年，獲得華人文化產業投資基金1億元人民幣的投資。

## 事件

### 下架整改
2019年3月，上海市網信辦依據《中華人民共和國網絡安全法》《互聯網信息服務管理辦法》《互聯網新聞信息服務管理規定》等法律法規，對運營華爾街見聞網站及APP的上海阿牛信息科技有限公司作出罰款的處罰決定。
2019年6月，華爾街見聞涉嫌違反《網絡安全法》而被下架整改。上海網信辦表示華爾街見聞涉及「在未獲資格的情況下，違規刊載新聞訊息，且內容導向存在偏差，擾亂網路訊息傳播秩序」。6月10日，華爾街見聞官方微博承認網站及APP需下綫整改，但否認關停原因是遭到整肅。
封禁期間，華爾街見聞上綫“见闻VIP”，并与“選股寳”代替之前華爾街見聞APP及網站的功能。
2020年9月22日，華爾街見聞APP與網站正式恢復服務。

### 选股宝非法荐股
2021年4月23日，选股宝官方网站和App疑似出现服务器断连，同时官方App在各大手机应用商店下架。
2021年12月，华尔街见闻创始人吴晓鹏及高管樊殿华，被上海市以犯非法经营罪，分别判处两年九个月和五年有期徒刑并处罚金。2017年5月起，“选股宝”推出大V栏目，由公司与第三人签订合作协议，邀请对方入驻“选股宝”平台，在未经批准的情况下，在“选股宝”大V版块发布各类关于证券股票市场及个股的分析预测，提供具体股票的买卖操作建议等文章内容，从而进行非法证券咨询业务。用户注册后，通过订阅充值方式购买阅读大V版块内容的权限等。2019年6月深圳古堡信息科技有限公司设立后，“选股宝”业务被全部划转至该公司经营，并在樊殿华的主持下，继续以前述方式开展大V栏目业务，非法从事证券投资咨询活动。经审计，在2017年5月至2021年4月期间，“选股宝”大V栏目接受用户充值金额7500余万元。其中，2017年5月3日至2019年6月25日，用户在阿牛公司“选股宝”大V栏目充值金额2200余万元；2019年6月26日至2021年4月23日，用户在谷堡公司“选股宝”大V栏目充值金额5300余万元。

## 外部連結
- 官方網站 （页面存档备份，存于）（简体中文）